# Provincia de Tuyên Quang
Tuyen Quang (en vietnamita: Tuyên Quang) es una de las provincias que conforman la organización territorial de la República Socialista de Vietnam.

## Geografía
Tuyen Quang se localiza en la región de la Noreste (Đông Bắc). La provincia mencionada posee una extensión de territorio que abarca una superficie de 5.868 kilómetros cuadrados.

## Demografía
La población de esta división administrativa es de 726.800 personas (según las cifras del censo realizado en el año 2005). Estos datos arrojan que la densidad poblacional de esta provincia es de 123,86 habitantes por cada kilómetro cuadrado.
- Datos: Q2332060
- Multimedia: Tuyen Quang / Q2332060